# Ашдод
Ашдо́д (ивр. אַשְׁדּוֹד‎) — шестой по численности населения город в Израиле, расположенный в Южном округе страны на побережье Средиземного моря, на южной прибрежной равнине. Ашдод располагается к югу от Явне, к северу от Ашкелона и к западу от Ган-Явне, в тридцати километрах к югу от мегаполиса Гуш-Дан. По его территории протекает река Лахиш.
Первое задокументированное поселение на месте современного Ашдода датируется XVII в. до н. э., что делает его одним из самых древних городов в мире. Ашдод тринадцать раз упоминается в Библии (в синодальном переводе — Азот). В разные периоды город был заселён филистимлянами, евреями, византийцами, крестоносцами и арабами. Современный Ашдод был основан в 1956 году на песчаных холмах недалеко от древнего города. Статус города был присвоен Ашдоду в 1968 году, когда он имел площадь приблизительно 60 квадратных километров, а его население перевалило за 20 000 человек.
С момента своего основания Ашдод принял обширную еврейскую репатриацию со всего мира, и процент новых репатриантов является одним из самых высоких в Израиле. Репатрианты создавали социальную интеграцию в городе, не теряя при этом особой идентичности общин, из которых они прибыли. Ашдод также является одним из немногих городов в Израиле, который был основан с заблаговременным городским планированием, что в значительной степени способствовало его развитию в один из крупнейших городов страны.
Город является важным региональным промышленным центром. Порт Ашдода — самый большой порт в стране, через него проходит 60 % всех ввозимых грузов. Также в Ашдоде расположена одна из трех баз ВМС Израиля.
Мэром Ашдода с 2008 года является доктор Йехиэль Ласри. Город является членом организации «Форум независимых городов».

## История

### Древнее поселение
Люди стали селиться в окрестностях современного Ашдода уже в период нижнего палеолита. Сохранились свидетельства постоянного присутствия человека в этом районе. Тогда основными занятиями его обитателей были охота, собирательство и рыболовство. Примерно 10 — 6,5 тысяч лет назад здесь произошёл переход к земледелию и скотоводству. Этот район был густо заселён в период халколита (4500 — 3500 лет до н. э.).
Первое укреплённое поселение на месте Ашдода появилось во второй половине XVII века до н. э. Тогда был построен Верхний город — Хакра и Акрополь. Вплоть до XIII—XII веков до н. э. Ашдод — хананейский город, активно торговавший с Кипром, островами Эгейского моря и другими государствами. Первое упоминание об Ашдоде содержится в архивах Угарита и относится к XIV веку до н. э.

### Филистимский город
В XIII—XII веках до н. э. цивилизации восточного побережья Средиземного моря подверглись нападению «народов моря». Они завоевали Хеттское царство, Кипр, разрушили Угарит, Тир, Сидон и некоторые другие ближневосточные города. Небольшая их группа — филистимляне — вторглась в Ханаан. Вероятно, они прибыли сюда через остров Крит и к этому моменту являлись носителями крито-микенской культуры. В отличие от обитателей Ханаана они умели обрабатывать железо, имели металлические доспехи, щиты и боевые колесницы, а также постоянную армию, и таким образом сильно превосходили хананеев в военной силе. Наряду с Газой, Гатом и Ашкелоном они завоевали Ашдод и сделали его одним из городов филистимского Пятиградья. Пятый город пентаполиса — Экрон, основали, по-видимому, сами филистимляне. Эти города управлялись независимыми правителями — серенами, но при необходимости они могли вместе проводить военные кампании. Главный город пентаполиса в этот период — Газа, в которой находился храм бога Дагона.
В XI веке до н. э. Ашдод стал доминирующим филистимским городом. Вплоть до первой половины VIII века до н. э. Ашдод — столица Филистии. Город укрепляется и расширяется. Здесь начинают делать особую ашдодскую керамику. Площадь города составляет в этот период примерно 80 дунамов. Возникает Нижний город. Строится крепость Тель-Мор у устья реки Лахиш (порт Тель-Мор был построен ещё до филистимского нашествия, в XVI веке до н. э.).
Вплоть до вторжения ассирийцев не прекращались военные столкновения между филистимлянами и израильтянами. Военный успех сопутствовал то одной, то другой стороне. В 770 году до н. э. иудейский царь Азария совершил набег на филистимлян. Он захватил Ашдод, разрушил его стены, и оставил в городе свой гарнизон. В 734 году до н. э. город покорили ассирийцы под командованием Тартана. В конце VIII века до н. э. ассирийский царь Саргон II завоевал Израильское царство и Газу. В 711 году до н. э. Ашдод стал центром восстания против Ассирии. Совместно с другими городами Филистии, а также Иудеей, Моавом и Эдомом, Ашдод выступил против Саргона II, но коалиция потерпела поражение, Саргон II подавил восстание, полностью разрушил город, а многих его жителей изгнал. Крепость Тель-Мор была разрушена. В этот период начала строиться крепость Ашдод-Ям на берегу моря.
К концу правления Ашшурбанипала и после его смерти в 637 году до н. э. Ассирия пришла в упадок и её господство в регионе прекратилось. В 625 году до н. э. город после длительной осады был захвачен египетским фараоном Псамметихом I. Согласно греческим источникам, осада длилась 29 лет, что является абсолютным рекордом в мировой истории. Современные историки, однако, относятся к этим данным скептически. В 605 году до н. э. вавилонский царь Навуходоносор II разрушил Ашдод и полностью уничтожил остатки независимости филистимских городов. Правители и население города были депортированы. С этого момента Ашдод перестал быть филистимским городом, а его население стало большей частью пришлым.

### Дальнейшая история
В 539 году до н. э. персидский царь Кир Великий завоевал Вавилон, и владения Вавилона отошли Персии. Ашдод был заново отстроен. В течение следующих двухсот лет персидского владычества Ашдод являлся главным городом провинции Пахва-Ашдод. Город вновь стал важным пунктом морской торговли. Весь период здесь чеканилась своя монета с надписью «Ашдод». Жители Ашдода разговаривали на диалекте иврита.
Спустя два столетия Персидская держава была завоёвана Александром Македонским. В 332 году до н. э. он захватил Эрец-Исраэль, в том числе и Филистию. В Ашдоде появилась большая греческая община. После смерти Александра Ашдод отошёл во владения Птолемеев и приобрёл облик крупного греческого города. С этого времени он представлял собой два города-близнеца — портовый город «Азотос Паралиос» (Ашдод морской), и город в глубине суши «Азотос Месогайос» (Ашдод сухопутный). В эллинистический период население города смешанное, существовала небольшая еврейская община.
В 147 году до н. э., во время иудейского восстания против державы Селевкидов, Ашдод был захвачен сыном предводителя восстания Йонатаном Маккавеем из рода Хасмонеев. Он разрушил храм Дагона и присоединил Ашдод к Иудее. С этого момента в городе существовала крупная иудейская община, которая исчезла только после завоевания города арабами в середине VII века н. э.
В первой половине I века до н. э. в Палестину вторгся римский военачальник Помпей. Начался период римского правления. Ашдод становится важным портовым городом. Впоследствии император Август присоединил Ашдод к царству Ирода.
В 66 году н. э. провинция Иудея восстала против Римской империи. Восстание было жестоко подавлено, а Иерусалимский Храм сожжён. Ашдод был разрушен римлянами в ходе подавления восстания. Город не исчез, однако потерял своё прежнее значение, и почти тысячу лет являлся небольшим поселением.

### Арабский город
В IX—X веках, уже после арабского нашествия, на византийском фундаменте была построена крепость Минат-аль-Кала, ставшая элементом прибрежных укреплений страны. В период мамлюков город пустеет, и о нём нет никаких упоминаний. В турецкий период на месте Тель-Ашдода (сухопутного города) была основана арабская деревня Исдуд, просуществовавшая здесь до 1948 года.
Во времена британского мандата Исдуд был важным арабским городком на прибрежном шоссе, соединяющем Яффо и Ашкелон. Была построена станция Исдуд на железнодорожной линии Лод-Газа-Каир. В 1948 году, перед провозглашением государства Израиль, население Исдуда составляло около 8000 человек. В октябре 1948 года, во время Войны за независимость, население города покинуло его вместе с отступающей Египетской армией.

### Израильский город
В 1953 году недалеко от устья реки Лахиш началось строительство электростанции (её современное название — «Эшколь А»). Рабочие, задействованные в её строительстве, жили тогда в Реховоте и Гедере.
1 мая 1956 года министр финансов Леви Эшколь утвердил проект строительства города на песчаных холмах недалеко от древнего Ашдода. Первые поселенцы приехали сюда 25 ноября, это были 22 семьи репатриантов из Марокко. Позже к ним присоединилась группа иммигрантов из Египта. Постепенно рабочий посёлок разрастался. Люди были вынуждены жить в бараках, с минимумом удобств. В основном они работали на строительстве электростанции, посадке деревьев и в ремесленных мастерских.
Строительство электростанции завершилось в 1958 году. Электростанция включала в себя три блока: два блока по 50 мегаватт и один мощностью 45 мегаватт (с возможностью опреснения морской воды).
В октябре 1959 года Ашдод получил статус местного совета. Первым его главой был назначен Дов Гур. 14 апреля 1961 года началось строительство Ашдодского порта, и уже в ноябре 1963 года порт был построен. Первый корабль пришёл в порт через два года, в ноябре 1965 года — это был шведский корабль «Вингелгад».
1 февраля 1968 года Ашдоду был присвоен статус города.
В 1989 году началась Большая алия из СССР. К этому моменту население города составляло 80 000 человек. За период с 1990 года по 2001 год город принял более 100 000 новых репатриантов.
11 мая 2021 года террористические организации ХАМАС и Палестинский исламский джихад запустили сотни ракет по Ашдоду и Ашкелону, в результате чего два человека погибли и более 90 получили ранения. 15 мая группировка ХАМАС обстреляла ракетами порт в городе Ашдод.
Мэры города
- Дов Гур (1959—1961)
- Роберт Хаим (1961—1963)
- Авнер Гарин (1963—1969)
- Цви Цилькер (1969—1983)
- Арье Азулай (1983—1989)
- Цви Цилькер (1989—2008)
- Йехиэль Ласри (с 2008 по настоящее время)

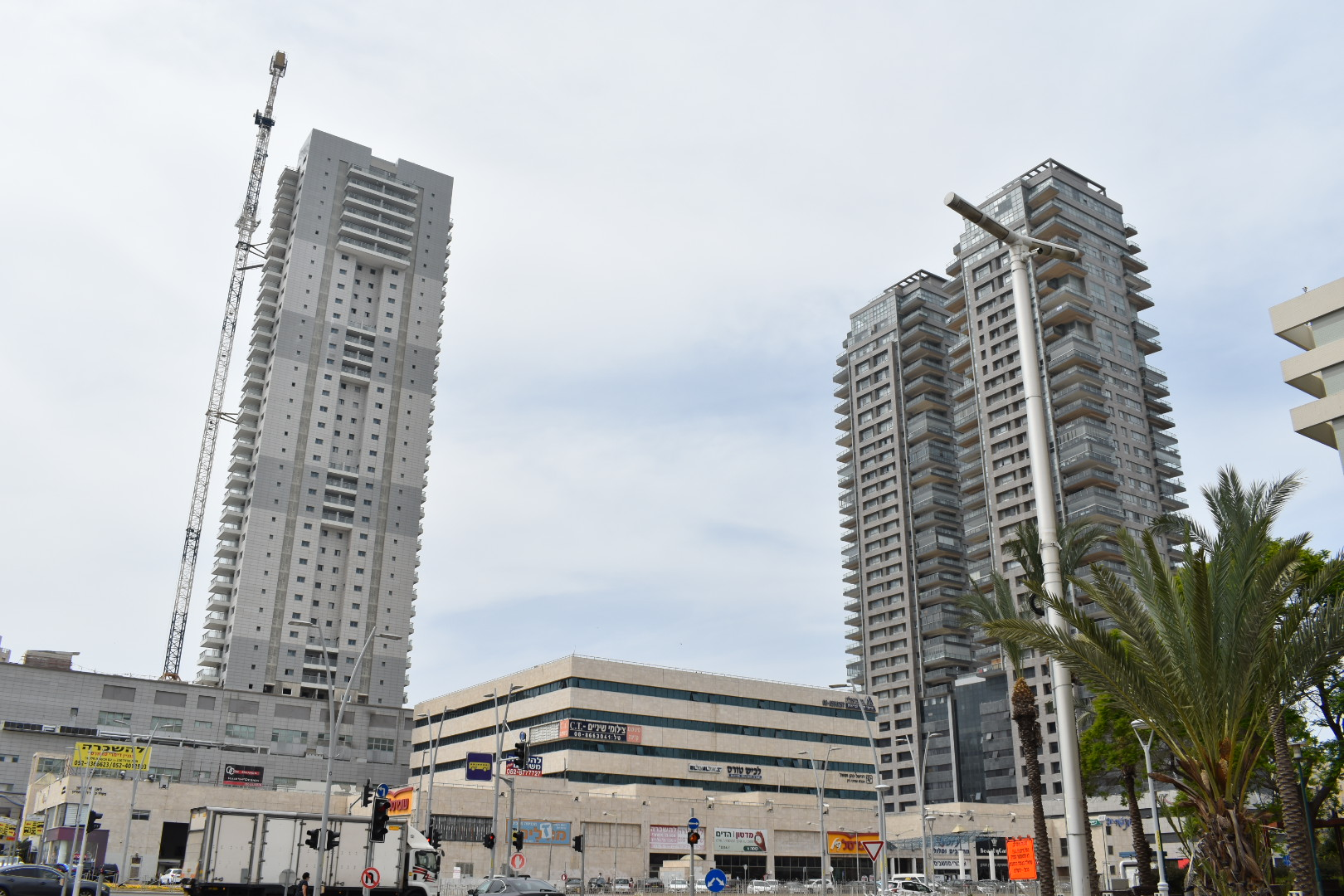
Центр города Ашдод в 2020
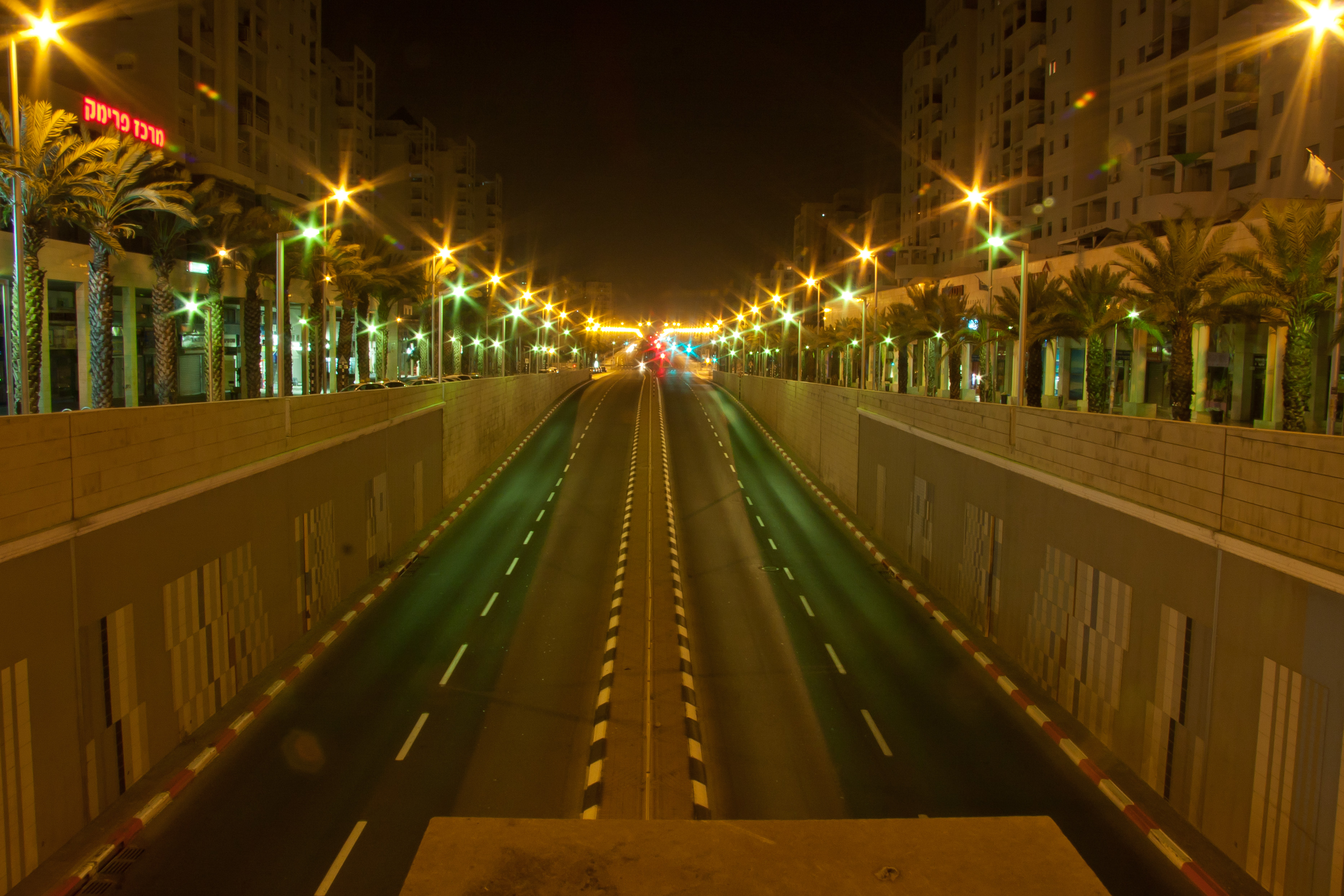
Ашдод. Ночной вид проспекта Менахем Бегин, 2011 год
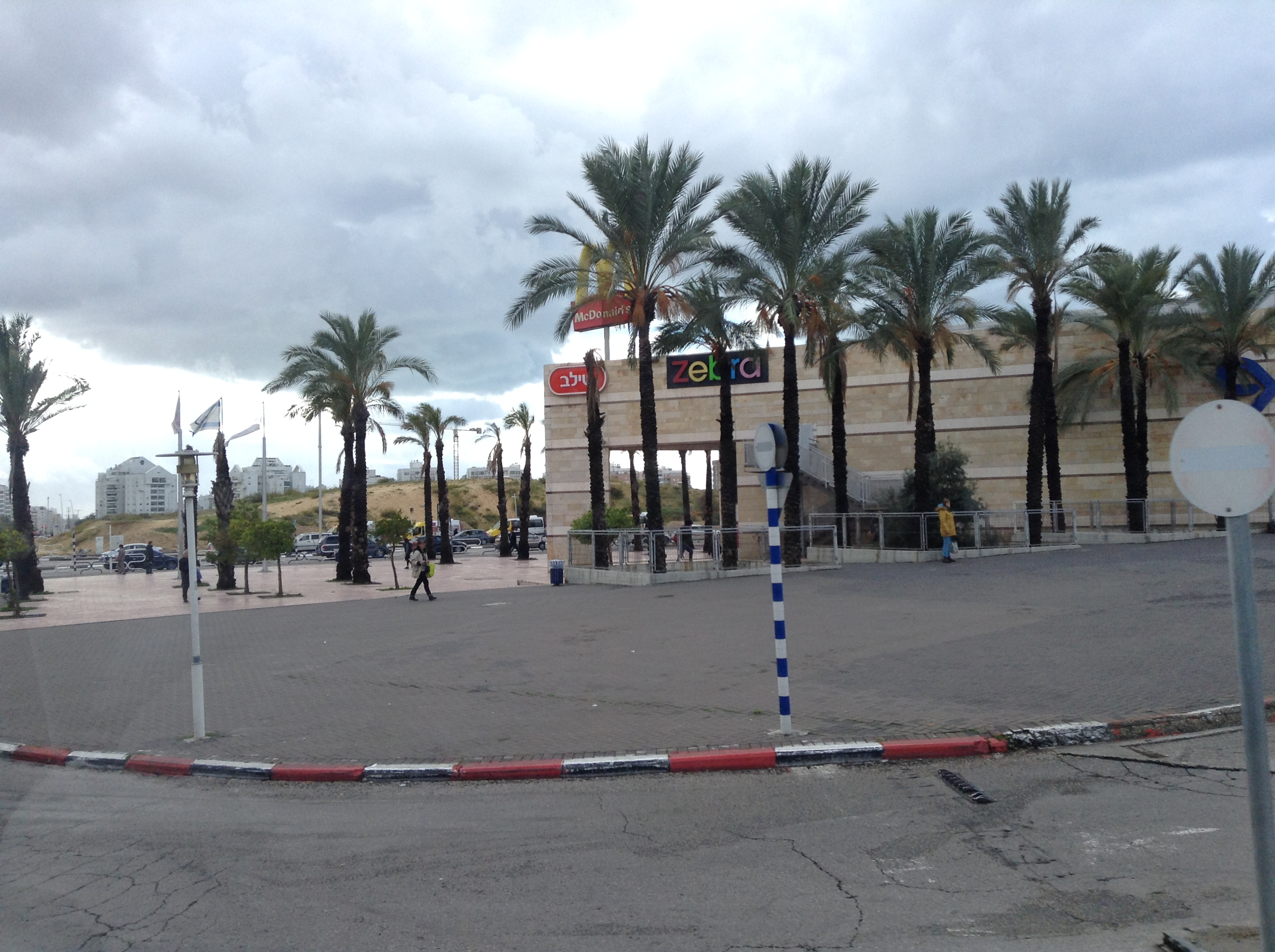
Центральная автобусная станция, 2014 год

## Климат и география
В Ашдоде средиземноморский климат с жарким летом, приятной весной и осенью, и прохладными, дождливыми зимами. Влажность имеет тенденцию быть высокой круглый год, сезон дождей обычно длится с ноября по март. Зимой температура редко опускается ниже 5 °C и чаще держится в районе 10—15 °C, летом в среднем 27 °C. Средний годовой уровень осадков составляет 510 миллиметров.
Ашдод представляет собой город, вытянутый на 12 километров вдоль побережья Средиземного моря. В северной части города находится главный грузовой порт Израиля (Через ашдодский порт проходит 2/3 морских грузоперевозок страны) и расположенная рядом с ним промышленная зона. Жилые кварталы города строятся вдоль побережья в южном направлении.
В 2009 году в городе появились крупные транспортные развязки, как на северном, так и на южном въезде и выезде. Среди достопримечательностей города можно также отметить специальную искусственную бухту, предназначенную для захода яхт, которая может вместить до полутысячи судов.

## Экономика

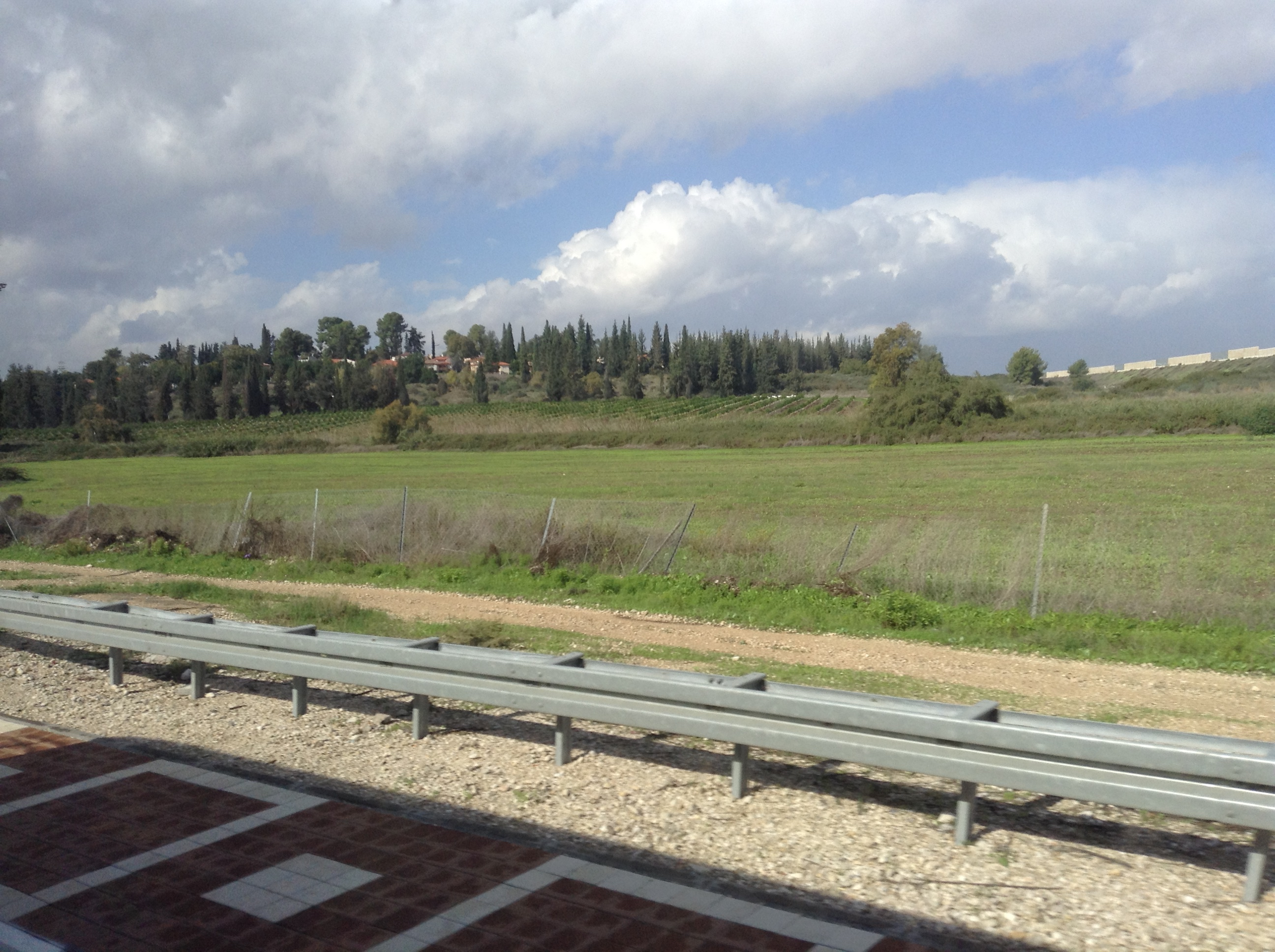
Дорога из Иерусалима в Ашдод.

Ашдод является одним из наиболее важных индустриальных центров страны. Все промышленные предприятия города расположены в его северной части — в портовой зоне, в северной промышленной зоне, и около реки Лахиш. Порт Ашдода — самый большой в Израиле, через него проходит шестьдесят процентов всех морских грузов. Он был существенно модернизирован в последние годы, и теперь может принимать грузовые корабли Panamax. В портовой зоне также расположены офисы некоторых судовых компаний, электростанция «Эшколь А» и угольный терминал.
Северная промышленная зона расположена на шоссе 41 и включает в себя различные заводы, в том числе нефтеочистительный завод, один из двух в стране. Зона тяжёлой промышленности, расположенная к югу от реки Лахиш, раньше была главным индустриальным центром Ашдода. В последнее время в районе стали появляться досуговые центры. Тем не менее, здесь всё ещё остаётся промышленность, например фармацевтическая компания «Тева», производитель стройматериалов «Аштром», и компания по производству соевого масла «Солбар». В Ашдоде также расположена компания «Эльта», часть концерна «Авиационная Промышленность Израиля», здесь разрабатываются радарное оборудование, средства радиоэлектронной борьбы, а также средства радиоэлектронной разведки «ELINT».
Израильская компания водоснабжения Мекорот объявила о начале строительства в Ашдоде предприятия по опреснению воды. Стоимость проекта — 1,5 миллиарда шекелей. Завод должен быть введён в строй в 2013 году. Он будет производить 100 миллионов кубометров опреснённой воды в год — 15 % от потребности в питьевой воде в Израиле.
Исторически каждый район Ашдода имеет свой собственный коммерческий центр. В 1990 году, параллельно развитию культуры больших торговых центров в Израиле, основная коммерческая деятельность в Ашдоде переехала в моллы.

## Население

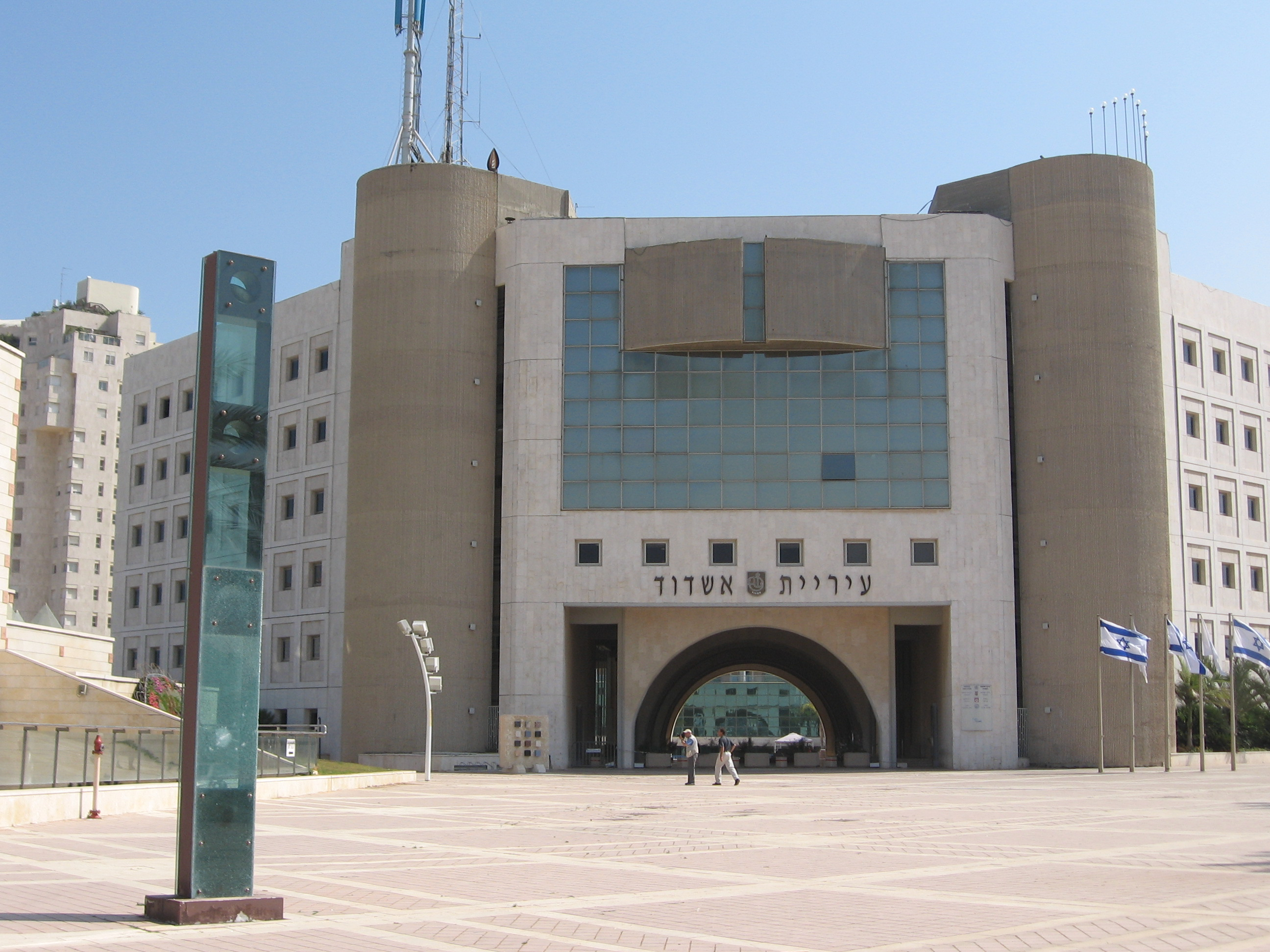
Здание городского совета Ашдода, 2007 год

Первыми жителями современного города стали евреи-выходцы из арабских стран, репатриировавшиеся в Израиль в конце 1950-х и 1960-е годы. В 70-е годы XX века Ашдод стал главным местом расселения грузинских евреев. В городе живут несколько десятков тысяч ортодоксальных евреев. С 1990 года по 2000 год население города выросло с 60 000 до 200 000 человек.
По данным Центральной избирательной комиссии Израиля, население на начало 2024 года составляло 257 267 человек. На 2019 год Ашдод являлся шестым по населению городом Израиля.
| Год  | Численность | +%       |
| ---- | ----------- | -------- |
| 1956 | 200         | ―        |
| 1961 | 4600        | +2200 %  |
| 1970 | 37600       | +717,4 % |
| 1980 | 64400       | +71,3 %  |
| 1990 | 83900       | +30,3 %  |
| 2000 | 174200      | +107,6 % |
| 2010 | 210600      | +20,9 %  |
| 2024 | 227300      | +7,9 %   |

В 2018 году 89,7 % населения составляли евреи. Естественный прирост населения составляет 0,8 %.
29,1 % населения — репатрианты, приехавшие после 1990 года; город был одним из центров, где оседали репатрианты из СНГ, в 2014 году они составляли 26 % населения. 57,4 % выпускников школ получили аттестат зрелости, 25,0 % населения имеют свидетельство о высшем образовании. Средняя зарплата на 2017 год составила 8564 шекеля.Среднемесячная заработная плата сотрудника в течение 2019 года составила 8068 шекелей (в среднем по стране: 9745 шекелей).

## Культура
В Ашдоде располагается Израильский Андалусский Оркестр. Оркестр исполняет сочетание западной и арабской музыки. Оркестр был удостоен премии Израиля в 2006 году.
Консерватория АКАДМА, институт профессионального образования музыки базируется в Ашдоде, функционирующий под руководством министерства образования. Институт был создан в 1966 году и служит базой для 600 молодых музыкантов в различных областях.
Центр исполнительского искусства МОНАРТ, включающий балетную школу, музыкальный центр и Музей искусств Ашдода.
В Ашдоде находится один из самых больших открытых театров в Израиле ― «Амфитеатр Ашдода», который может принять более 6400 гостей. В Амфитеатре проводится международный фестиваль искусств «Méditerranée».
Музей культуры филистимлян имени Коринны Мамане — единственный в мире музей, полностью посвящённый этой теме. Музей открылся в 1990 году. В 2014 году в музее состоялось открытие новой интерактивной экспозиции. В музее представлены важные артефакты из каждого города Филистимского пятиградья.
За культурную жизнь Ашдода отвечает Городская Компания по Культуре, при которой работает отдел проектов на русском языке.

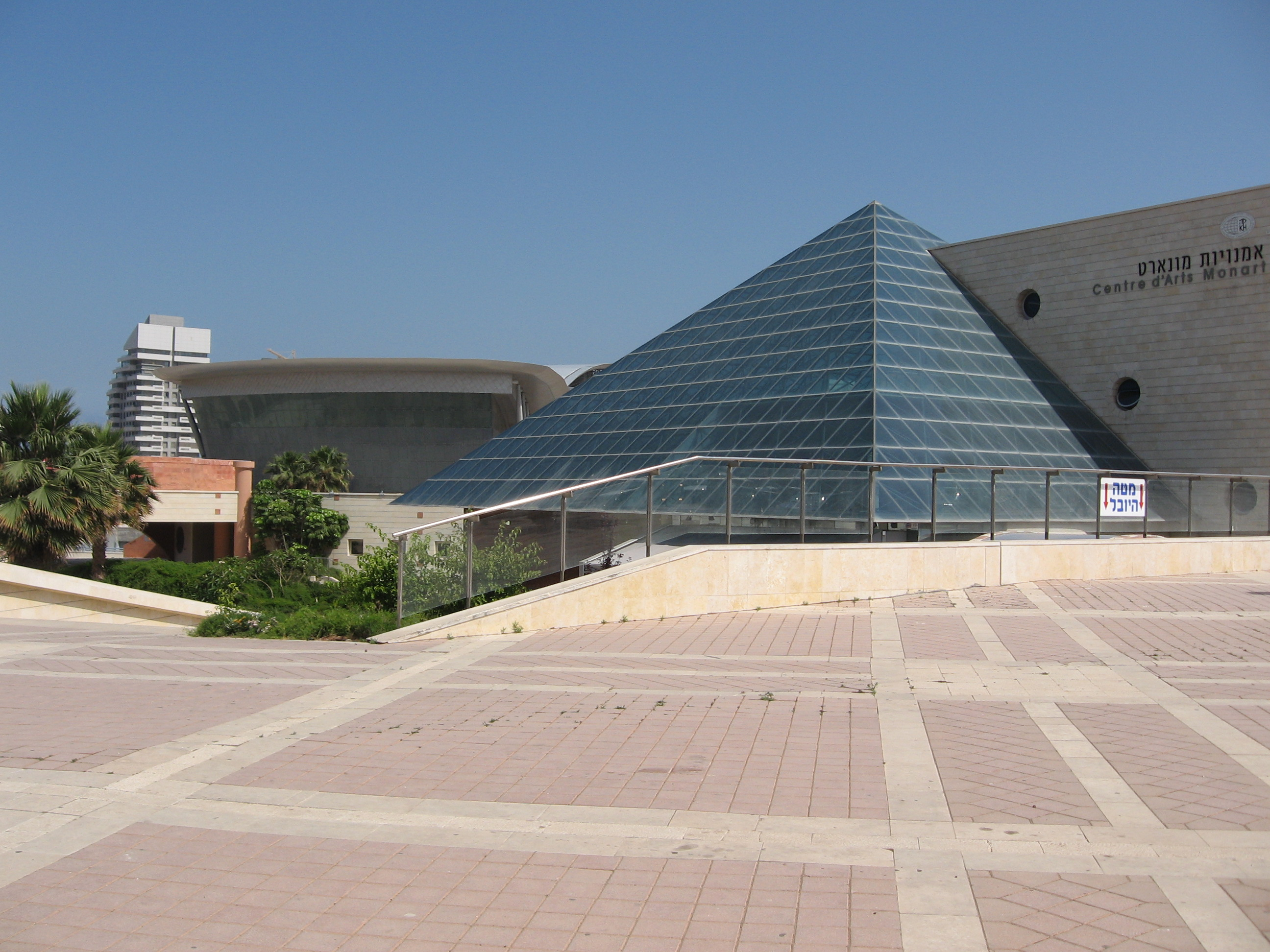
Ашдод. Культурный центр МОНАРТ
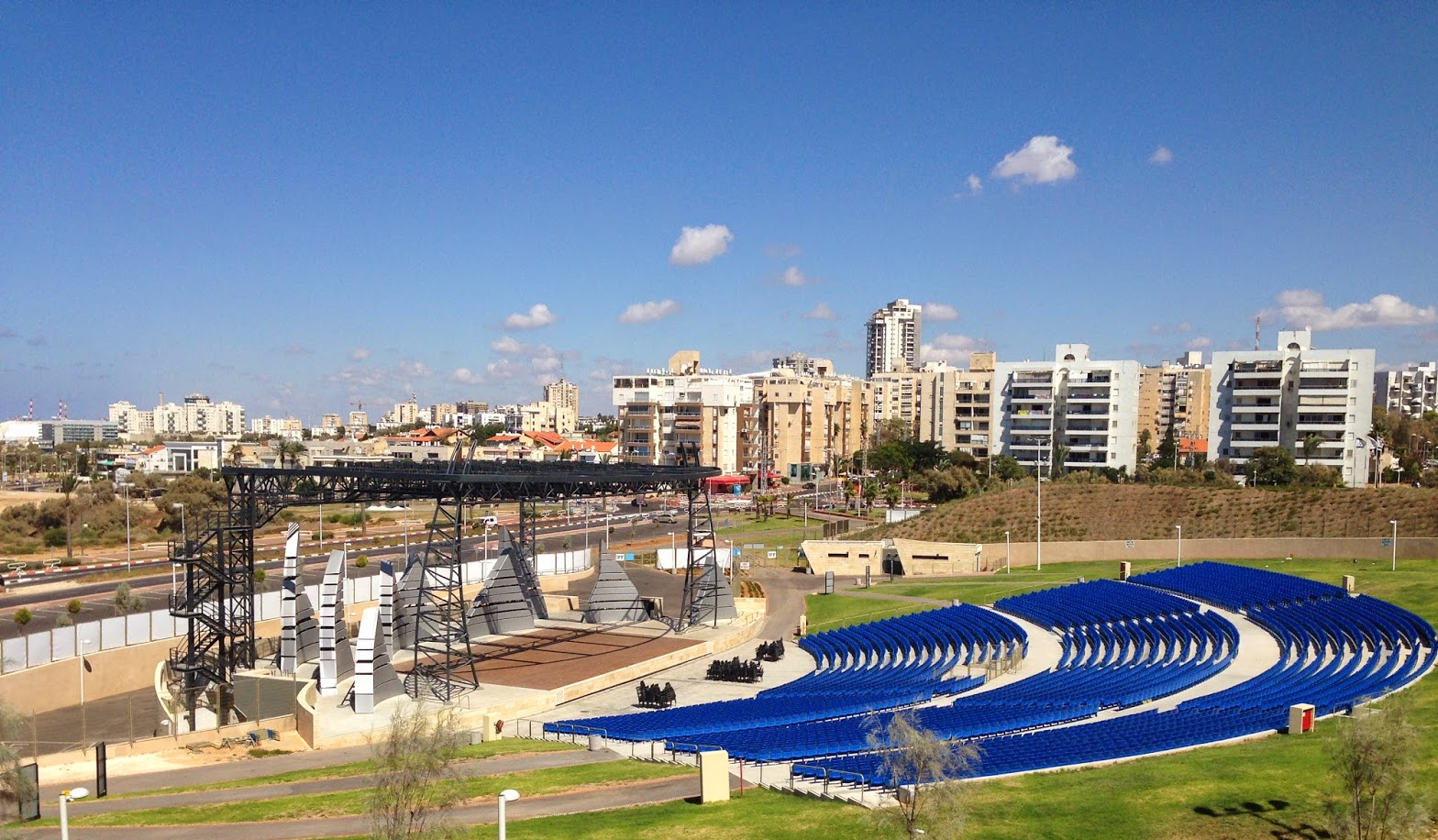
Амфитеатр Ашдода
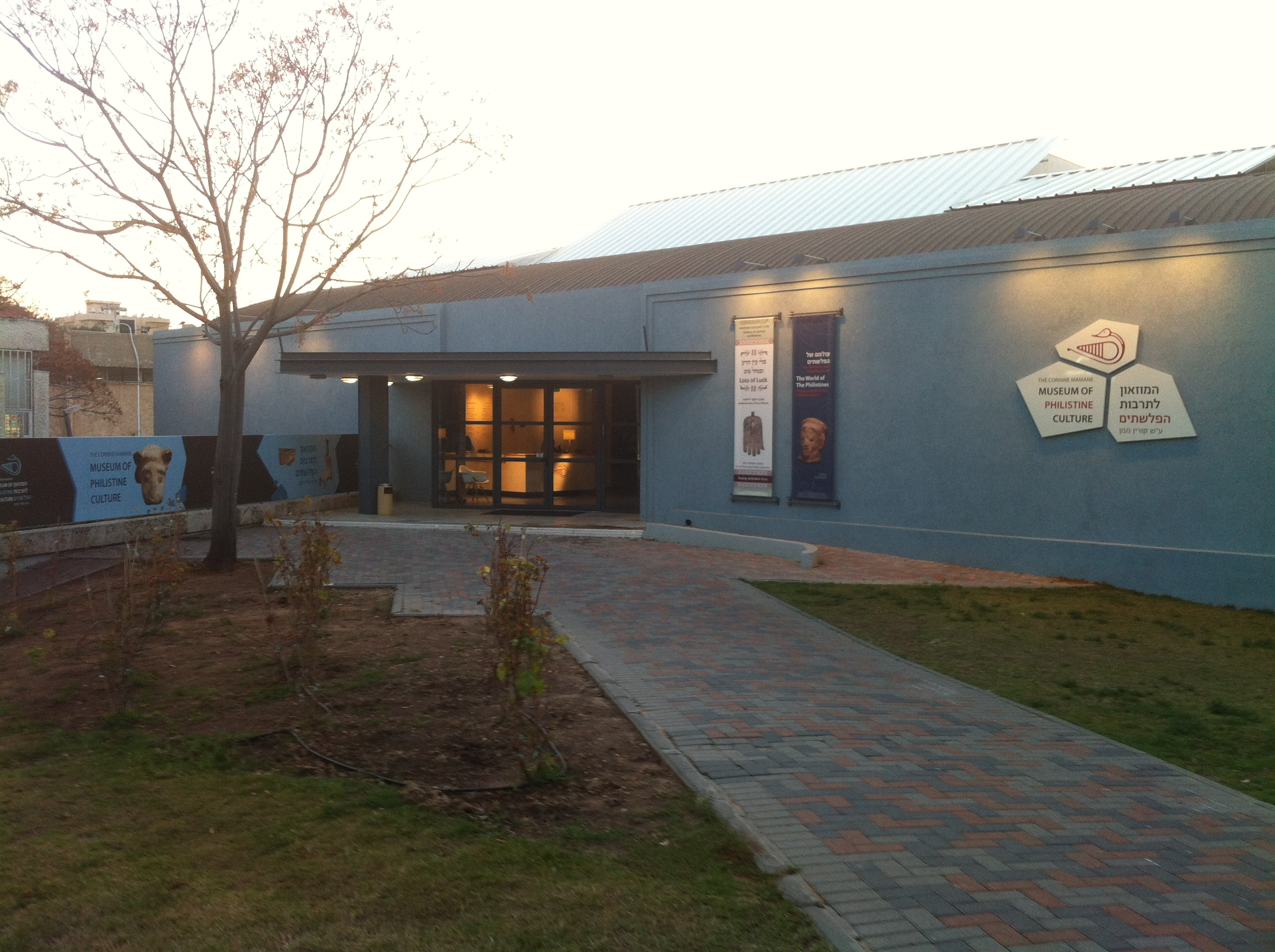
Музей культуры филистимлян

Фестивали и особые мероприятия
- Фестиваль «Звуки моря» — с 2004 года, в летний период, на исходе субботы, на набережной имени Ганди выступают множество местных артистов и детских коллективов. С 2013 года, фестиваль проходит в городском амфитеатре и в нём принимают участие ведущие звезды русскоязычной эстрады.
- Международный фестиваль Джаза «Super Jazz Ashdod» — ежегодный фестиваль проводится с участием одного из самых известных израильских русскоязычных музыкантов Леонида Пташки. Двухдневный осенний субсидированный муниципалитетом фестиваль предоставляет жителям возможность ознакомиться с международными звёздами джаза. Фестиваль был отменён в 2019 г.
- Международный фестиваль Цирковых искусств — с 2015 года, в Ашдоде проходит единственный в Израиле международный фестиваль цирка в котором принимают участие десятки актёров цирка из разных стран мира. Фестиваль был отменён в 2019 г..
- Международный конкурс бальных танцев — статус этого конкурса был очень высок: официальный чемпионат Европы среди профессионалов по европейской программе и чемпионат мира среди профессионалов по латиноамериканской программе. В конкурсе ежегодно участвуют сотни пар из десятков стран мира. Конкурс был отменён в 2019 году.
- День Грузии — этот день в Ашдоде отмечается каждое 8 октября, в день, когда 40 лет назад евреи из Грузии направились в Израиль. Грузинские евреи отмечают День своей страны с большой торжественностью. В рамках празднования проходит выставка и продажа грузинских книг, демонстрация грузинских блюд, выставка картин, а также концерт с показом грузинских народных танцев и песен.
- Фестиваль вина — с 2009 года в Ашдоде проходит двухдневный фестиваль вина.
- Фестиваль «Окно в Средиземное море» — ежегодный двухдневный фестиваль израильской популярной музыки. Проходит в августе в набережном амфитеатре.
- Футбольный турнир «За нашу победу!» — с 2009 года, в мае, в Ашдоде проходит турнир, посвящённый Дню Победы. В играх принимают участие многие известные на «русской улице» медиа-персоны. Фестиваль был отменён в 2019 г..
- Конкурс «Человек Года» — ежегодное чествование отличившихся русскоязычных жителей Ашдода[18]. Конкурс был отменён в 2019 г.

## Больница в Ашдоде
В апреле 2011 года закрылся конкурс на строительство и эксплуатацию ашдодского госпиталя. Медицинский центр «Ассута», победивший в конкурсе, обязался построить больницу за шесть лет. Больница «Асута» в Ашдоде начала работать в июне 2017 года.

## Спорт
9 июня 2024 в торговом центре Ашдод была открыта ледовая арена Blue Ice на 350 человек. Площадь арены олимпийских размеров 30x60.
В городе базируются два футбольных клуба: «ФК Ашдод», выступающий в Премьер-Лиге и «Хапоэль», играющий в Лиге Алеф.
В баскетбольной Лиге город представлен клубом «Маккаби» Ашдод.

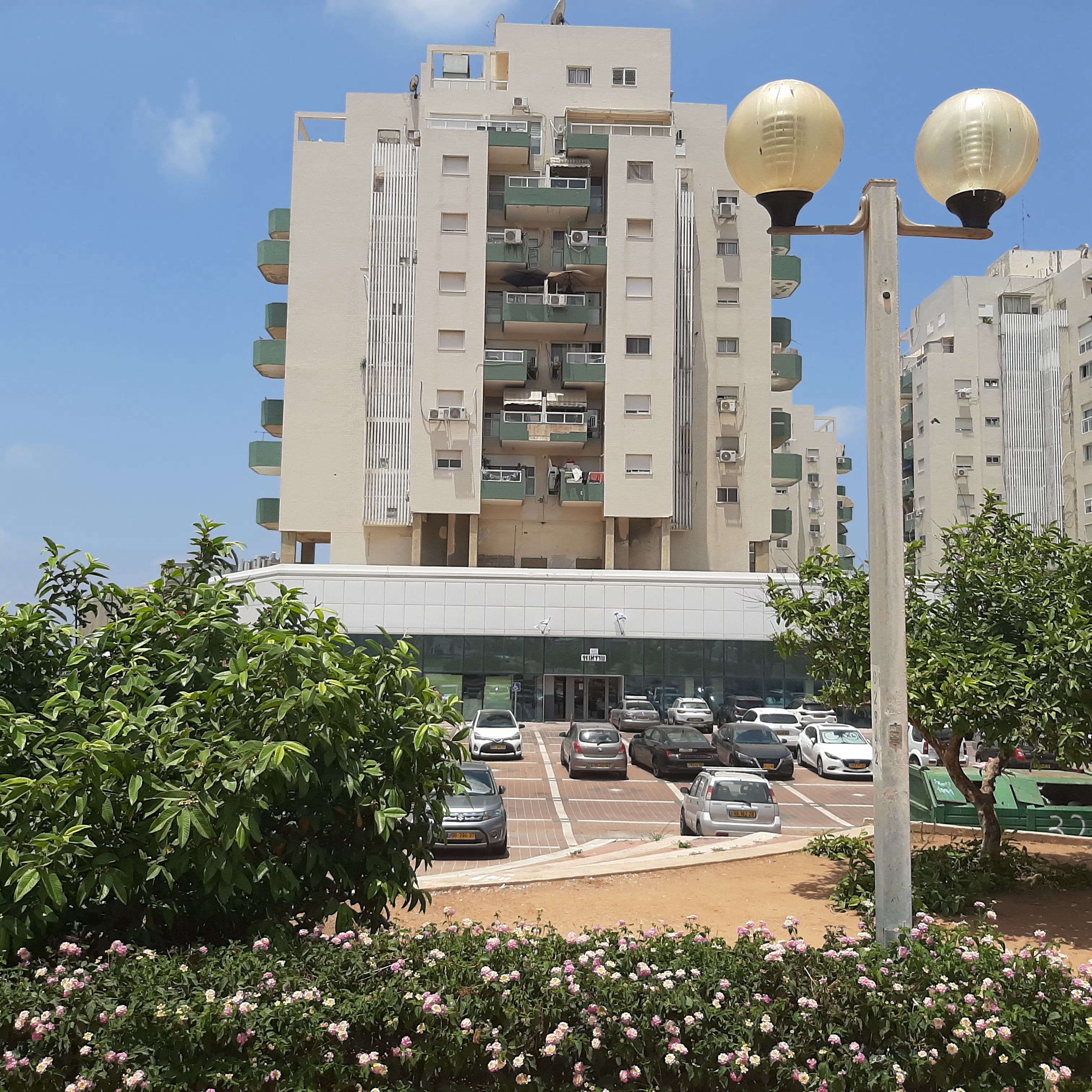
Ледовая арена, 2024 год
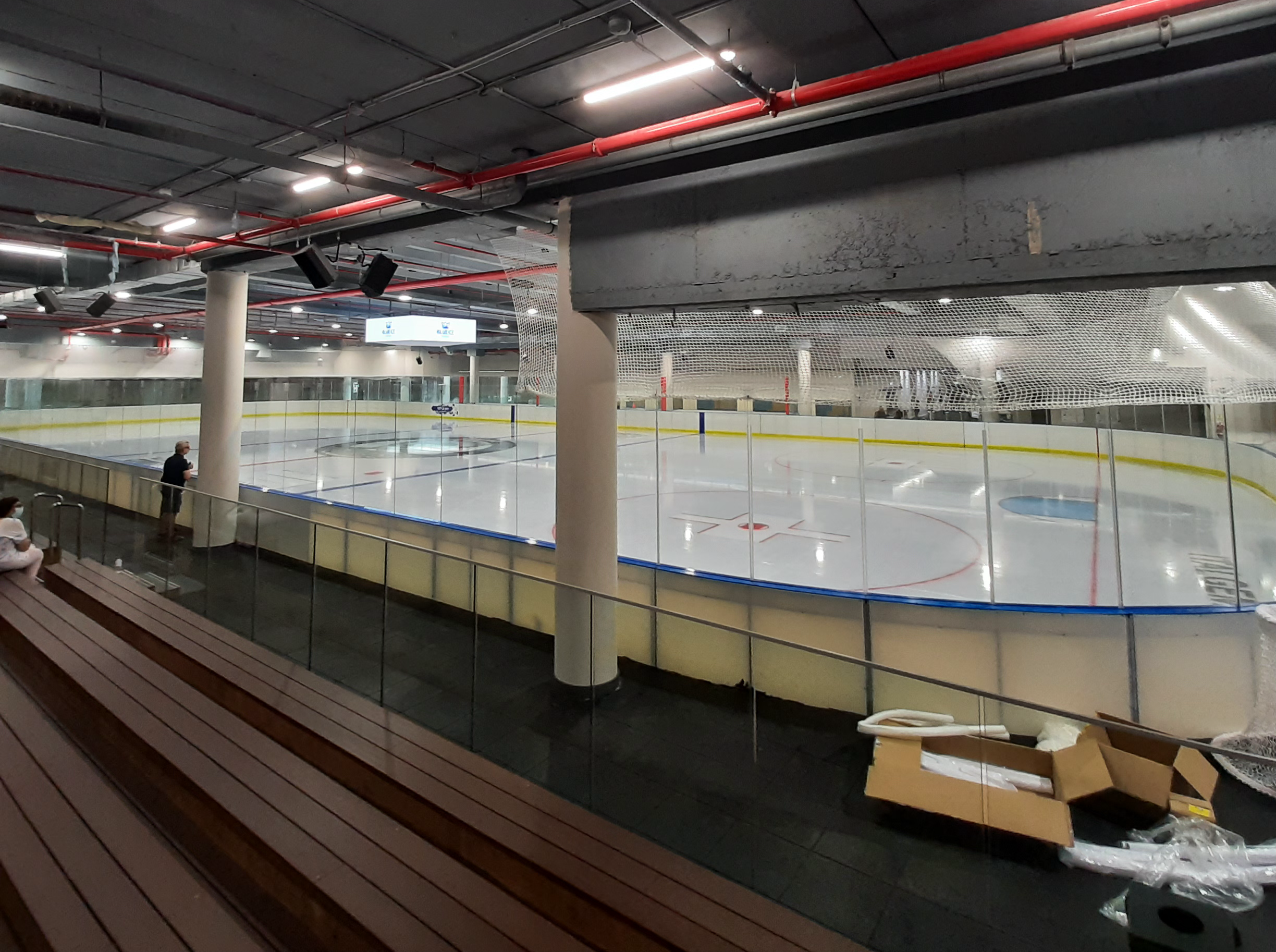
Ледовая арена перед открытием.
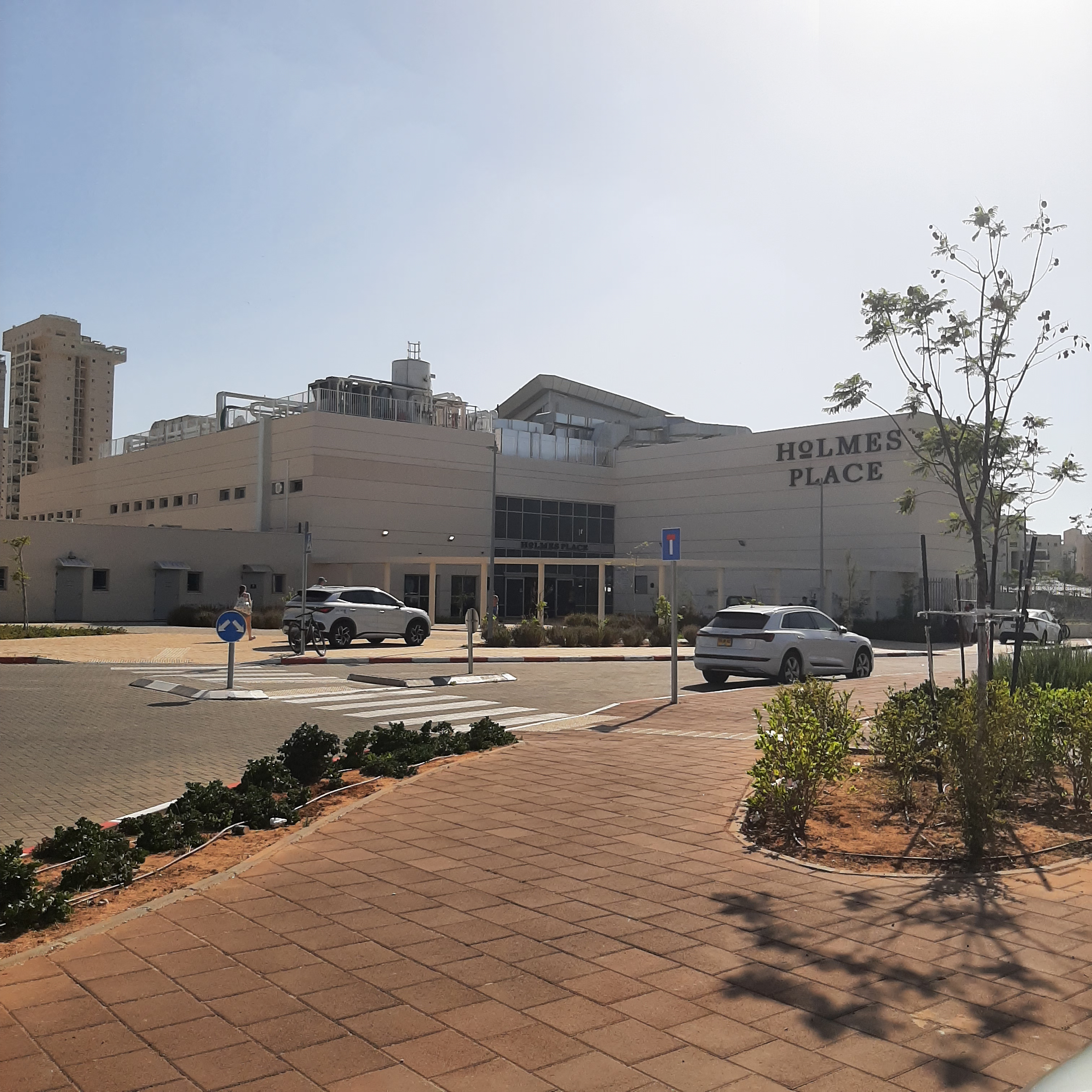
Кантри-клуб

## Города-побратимы Ашдода
- Байя-Бланка, Аргентина
- Лос-Анджелес, Калифорния, США
- Бордо, Франция
- Тампа, Флорида, США
- Шпандау, Германия
- Ухань, Китай
- Запорожье, Украина
- Батуми[19], Грузия
- Брест[20], Беларусь
- Архангельск[21], Россия
- Кишинёв[22], Молдова
- Атырау, Казахстан[23]
- Тирасполь[24], Приднестровье